# Восточное поселение

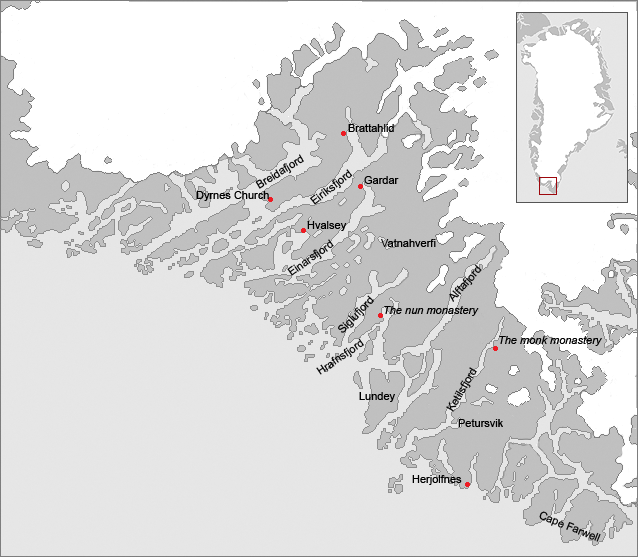
Карта Восточного поселения викингов в средневековой Гренландии. Этот район находится на территории современных муниципалитетов Нанорталик, Какорток и Нарсак. На карту нанесены крупные фермы и церкви, а также некоторые вероятные географические названия

Восточное поселение (др.-сканд. Eystribygð, исл. Eystribyggð) — крупнейший и первый из трёх регионов Гренландии, заселённый примерно в 985 году викингами из Исландии (другие два поселения — Западное и Среднее). В период своего расцвета в XIII веке оно насчитывало около 4000 обитателей, примерно 190 хуторов, 12 приходских церквей, мужской и женский монастыри. 
Несмотря на название (отражающее древнесеверный счёт не по сторонам света, а по общему направлению навигации), по отношению к остальным Восточное поселение находилось скорее южнее, чем восточнее, размещаясь, как и Западное поселение, на юго-западном побережье Гренландии, в глубине крупных фьордов. Руины ферм и церквей обнаружены в окрестностях современного города Какорток и нескольких небольших поселений гренландских эскимосов.
Последняя письменная запись о Восточном поселении — это запись о свадьбе прибывшего из Исландии моряка и местной женщины, имевшей место в 1408 году. Судя по всему, поселение перестало существовать в 1420-х годах, то есть просуществовало на 60—70 лет дольше, чем Западное. Причиной этого стало ухудшение климата, а также, возможно, столкновения с эскимосами, эпидемии и нападения пиратов.
Сохранились эскимосские предания о вооруженных столкновениях их предков с местными скандинавскими поселенцами в XIV—XV веках, записанные в XIX веке и опубликованные в 1866 году датским учёным Генрихом Ринком в Копенгагене в книге «История и традиции эскимосов» (The Eskimotribes, their distribution and characteristics. København, 1866).
В других легендах эскимосов рассказывается о сожжении и опустошении Восточного поселения (эским. Какорток) европейскими пиратами, после чего оставшиеся в живых белые женщины и их дети уведены были их предками в свои стойбища. Однако при археологических раскопках не обнаружено каких-либо следов пожара и военных разрушений, а исследования генетиков однозначно не подтверждают фактов смешения эскимосов со скандинавами в далёком прошлом.
Вместе с тем норвежский путешественник Тур Хейердал считал уничтожение скандинавских поселений в Гренландии в результате пиратских набегов из Европы вполне возможным.